# フランス (客船・2代)
フランス (SS France) は、カンパニー・ジェネラール・トランザトランティーク（CGTもしくはフレンチ・ライン 現・CMA CGM）が運用した遠洋定期旅客船（オーシャン・ライナー）。サン＝ナゼールのアトランティーク造船所で建造、1962年2月に就役した。建造途中の1960年時点で最長の旅客船であり、これは2004年に全長345mの「クイーン・メリー2」が建造されるまで世界最長の船であった。
「フランス」は1979年にノルウェージャン・クルーズラインによって購入され、「ノルウェー」と改名、改造が施された。2006年にスクラップとして売却され、2008年後半に解体が完了した。

## 「フランス」時代
「フランス」は、フレンチ・ラインの客船として、1957年10月7日にて起工された。船台は「ノルマンディー」が建造されたのと同じ場所である。1960年5月11日に進水式を迎え、シャルル・ド・ゴール大統領夫人のイヴォンヌ・ド・ゴールにより「フランス」と命名された。1961年11月19日に完成し、翌1962年2月3日に北大西洋航路に就航した。
試運転時の最高出力は17万5千馬力、速度は35.21ノットを記録したが、ブルーリボン賞を獲得していた「ユナイテッド・ステーツ」には及ばなかった。処女航海では平均速度約31ノットを記録している。
「フランス」は、2月～11月までル・アーブル～サウサンプトン～ニューヨーク間の定期航路に就航し、12月から1月にかけては、入渠整備やカリブ海でのクルーズを実施していた。
船内11の公室は11人の造船芸術家にそれぞれ個性を発揮して行わせた。
「フランス」の船内サービスは評判となり、特に古典フランス料理を提供していたレストランは、当時の料理評論家から「種類が豊富で優れた料理の数々には驚嘆する。これほどの最高の味を堪能させてくれる場所は他にはない」との高い評価を得ていたが、1960年代には大陸間の移動手段はすでに航空機の時代となっており、夏の旅行シーズンを除いて満室になることはなかった。一方で1航海に要する燃料は6000トンに及び、また多くの乗組員に対する人件費などの諸経費も膨大な額となることから、年間を通して巨額の赤字を記録し、フランス政府から多額の運航補助金を得て（一部の国会議員やマスコミから、国威発揚に名を借りたド・ゴール大統領の個人的事業だとの声もあった。実際に、建造当時のフランス国内は不況で、議会は反対していたが、ド・ゴール大統領の「フランスの栄光のため…」の鶴の一声で予算決定した）運航を続けていた。
フレンチ・ラインでは、新たな乗客層獲得のため、1972年と1974年のオフシーズンに3ヶ月間の世界一周クルーズを実施する。しかし、本船はそのサイズからパナマ運河の通行ができず、ホーン岬経由にしたため航海距離が長くなった。結果、クルーズスタッフや消耗品を輸送するために、本国～寄港地間に航空便を仕立てたり、タンカーをチャーターし燃料補給を行うなど、大変な手間と時間、経費がかかり、さらなる赤字を招いた。ついに1974年には、ド・ゴールの政敵であるヴァレリー・ジスカール・デスタンが大統領に就任したことから、長年運航補助金を支払っていたフランス政府より、補助金支給打ち切りが通告された。フレンチ・ライン単独では巨額の赤字に耐えられず、ついに「フランス」の運航中止を決断した。1974年9月11日に最後の北大西洋航路での運航を終了し、運航停止に反対する乗組員と諍いがあったものの、1974年12月をもってル・アーブルに係船された。

## 「ノルウェー」時代
「フランス」は、1977年にいったん買い手が付いたものの、再利用されずにそのまま係船されていたが、1979年になってノルウェーのクルーズ企業であるノルウェージャン・クルーズライン（NCL）が購入し、カリブ海クルーズ用客船に改造されることになった。工事のため、長年の母港であったル・アーブルから西ドイツのブレーマーハーフェンに回航され、船名にもなったフランスに別れを告げた。
クルーズ客船化により2400人定員に変更するため船内は大幅に改装され、客室が増設された。一方、31ノットの高速は不要なことから、ボイラーの半数は撤去されて最高出力は4万馬力に、速度は17ノットとなった。島巡りに使用する400人乗りの大型ランチも搭載され、塗装も従来の白黒から白と青のツートンカラーに変更された。
1980年4月14日に改装工事が完成し、船名も「ノルウェー」(SS Norway)となった。総トン数は7万トンに及び、これまで世界最大のクルーズ客船であったP&Oの客船「キャンベラ」を抜いて、当時世界最大のクルーズ客船となった。
その後、数回にわたり改装を受けた。特に1990年に行われた改装では、最上部デッキの上に客室を新たに増設した結果、「フランス」当時の姿から大きく変化してしまった。

## 晩年
2003年5月25日、機関室のボイラーが爆発し、死者8名・負傷者17名を出す事故が発生した。幸い船客には負傷者は発生しなかったが、NTSBによる事故原因調査の結果、事故は老朽化したボイラーの点検・整備不良によるものと発表された。調査中、「ノルウェー」はマイアミに係船されていたが、調査終了後の2003年6月27日、修理のためドイツに回航する事を決定し、マイアミを2003年9月6日に出航。途中いくつかの港を経由して、17日後の9月23日にブレーマーハーフェンに到着したが、結果的にこれが最後の航海となった。
NCLでは、破損したボイラーの修復が可能か調査したが、修復困難と判断されそのまま係船となり、船内設備はNCLで新たに就航するクルーズ客船の船員訓練用として利用された。
2004年3月23日、NCLは「ノルウェーは二度と航海に戻ることはない」と発表し、事実上の廃船となった。またこの時、船籍をNCLの親会社であるスタークルーズに変更した。会社では売却解体の方針を決定したが、船内で使用されていた大量の残留アスベストのため、バーゼル条約によりドイツ国内から世界各国の解体場への出航が禁止されており、NCLは修理の上オーストラリアで就航させるとしてドイツ当局からの出航許可を得て、2005年5月23日にブレーマーハーフェンを出航し、マレーシアのポート・クラン港に向かった。港には8月10日に入港したが、そのまま解体のための売却先が見つかるまで係船され、2006年には、新たな船主に売却されリベリア船籍となり、船名も「ブルーレディ」(SS Blue Lady)に変更された。
その後、解体場所をめぐって環境保護団体から裁判が起こされるなど様々なトラブルが生じたが、2007年9月11日に裁判所からの解体許可の判断が確定した。すでにインドのアラン（Alang）に回航され、遠浅の砂浜に座州していた「ブルーレディ」の解体作業への支障がなくなったことから、翌2008年1月20日より解体作業が開始された。
解体作業に際して、まず最初に1990年に増設された客室の撤去から開始され、一時的に1990年以前の姿に戻ったが、その後は順次作業が進み、2008年末には解体作業が終了した。解体前にあらかじめ収集された備品や船体の一部は、オークションに掛けられ売却された。また「ノルウェー」への改装前に船体に掲げられていた「FRANCE」のネオンサインを復元したものが、パリの国立海洋博物館で展示されている。

## ギャラリー

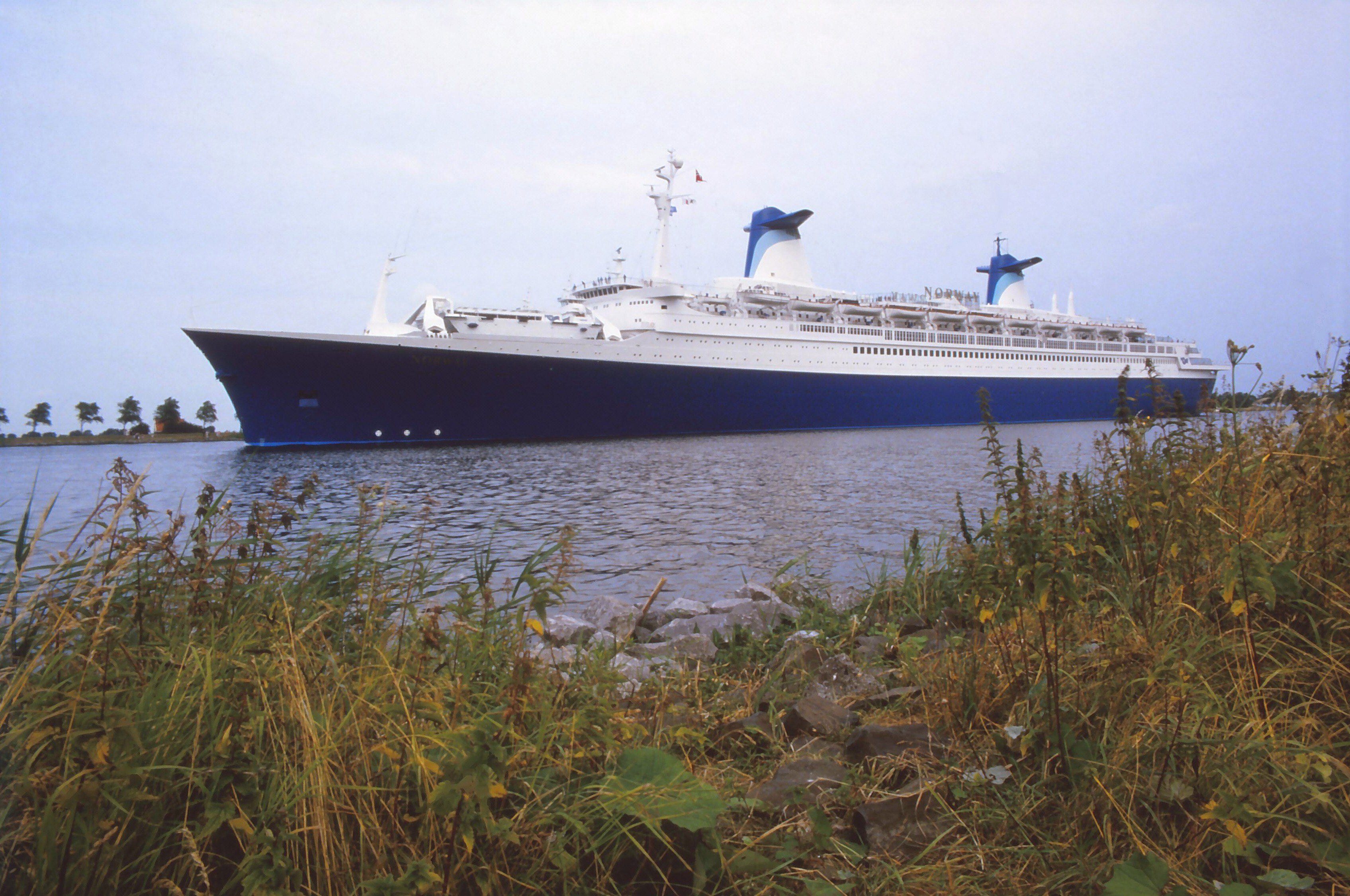
ノルウェー (1980年代撮影)
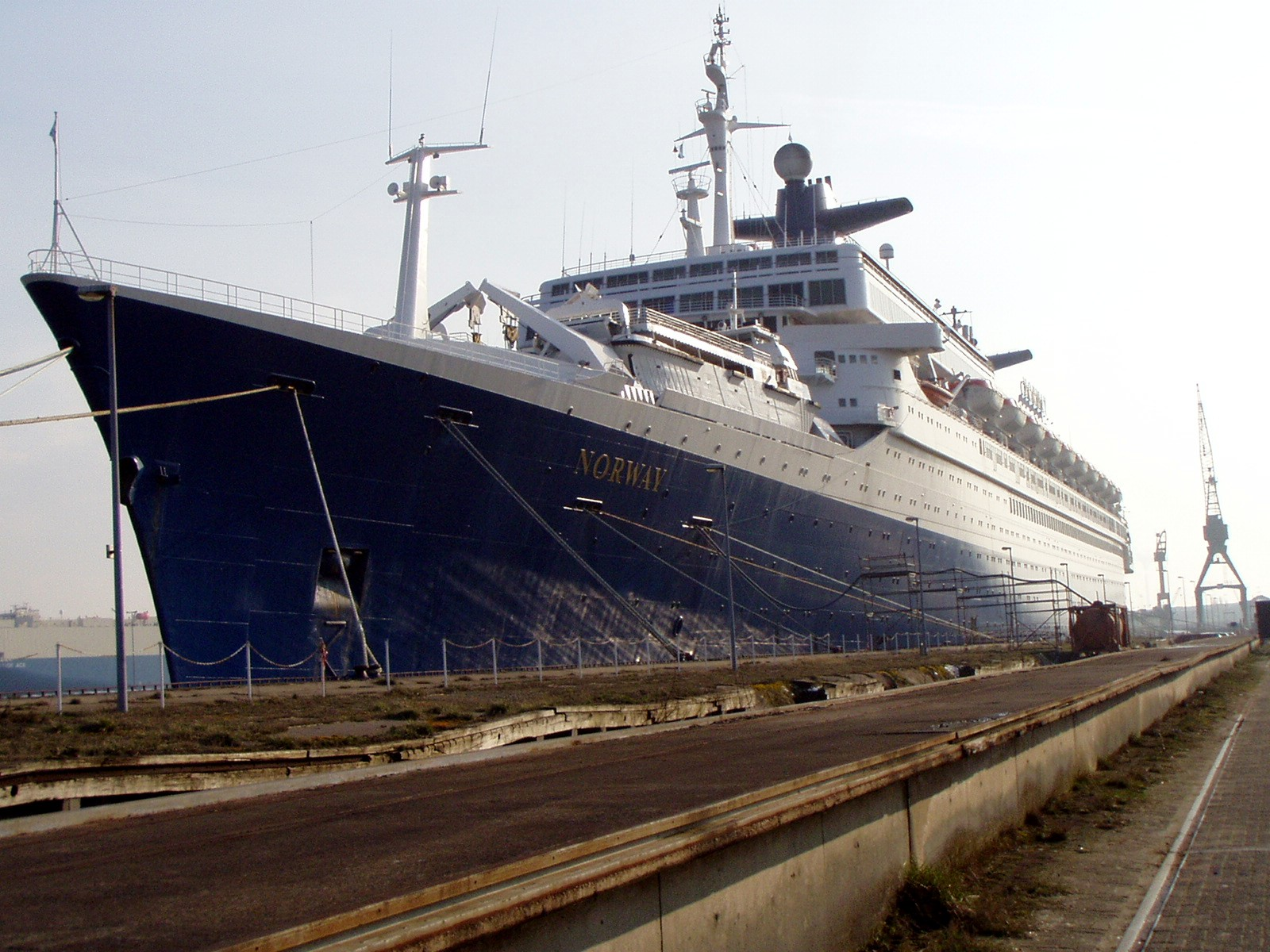
ノルウェー (2004年撮影)
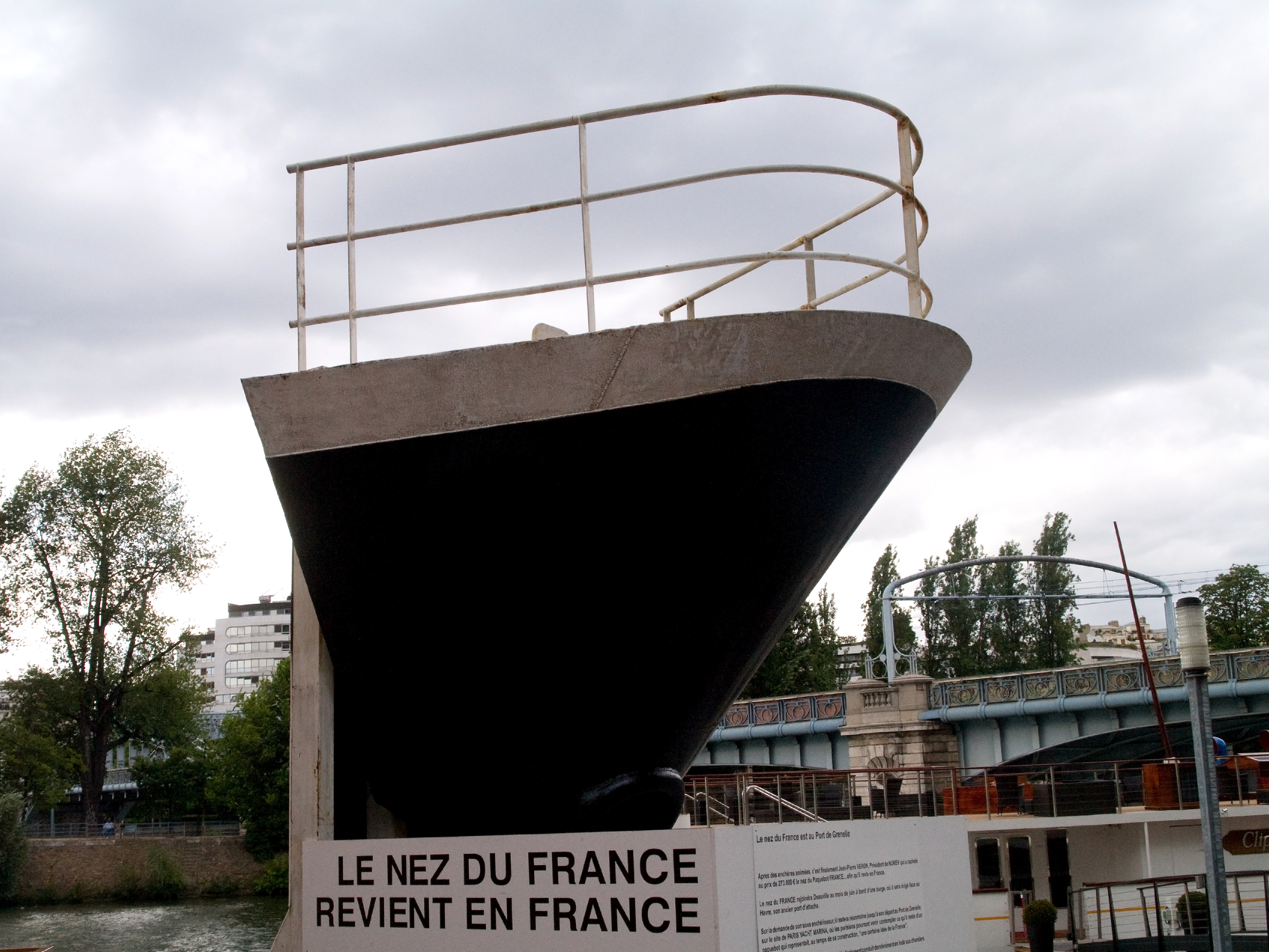
オークションに出品された最後尾の一部

### ギャラリー
- Norway Farewell Transatlantic 2001; many photos of Norway, including interiors and details of artwork
- Slide show of SS France/Norway images
- Webpage Pictures galleries and personal stories from SS France and SS Norway
- SS france Pictures from the official French Line Archives (French captions)
- SS France: The tour page
- 3-D virtual still photo and movie renderings of SS France

| 記録                            | 記録                        | 記録                            |
| ------------------------------- | --------------------------- | ------------------------------- |
| 先代 クイーン・エリザベス       | 世界最大の客船 1968～1969年 | 次代 クイーン・エリザベス2      |
| 先代 クイーン・エリザベス2      | 世界最大の客船 1980～1987年 | 次代 ソブリン・オブ・ザ・シーズ |
| 先代 ソブリン・オブ・ザ・シーズ | 世界最大の客船 1990～1995年 | 次代 サン・プリンセス           |